# 부안 백산성
부안 백산성(扶安 白山城)은 대한민국 전북특별자치도 부안군 백산면 용계리에 있는 산성이다. 1998년 9월 17일 대한민국의 사적 제409호 백산성으로 지정되었으나, 2011년에 현재의 명칭으로 변경되었다.
동진강 하류의 서안에 위치한 47.4m의 산성이다. 토성의 모습은 지형에 따라 동남에서 서북으로 장축 120m이며, 폭 50~60m의 타원형의 둘레를 두른 테머리식 성책지로서 외곽에 폭 9m~13.5m 회랑을 설치하고, 이 토단위성에 목책을 올렸던 것으로 추정된다. 동북변 중앙에 복문의 흔적과 그 반대편인 중앙에 남문 흔적이 있다.

## 개요
전북 백산에 있는 산성터인데, 산성은 적의 공격을 막기 위하여 산에 쌓은 성을 말한다. 백산성이 만들어진 시기는 대략 660∼663년 사이로 생각된다.
백산성은 백산 정상을 둘러 쌓아 만든 성으로 바깥성을 포함한 4개의 단이 있으며, 토단 바깥으로는 말뚝을 박아 울타리를 둘렀을 것으로 추정한다. 일부 훼손된 곳이 있으나 건물터, 옛 우물터, 삼국시대 토기조각들과 높이 3∼4m 정도의 토단이 잘 남아있다.
이 산성은 동학농민운동 때 동학군이 근거지로 사용하기도 하였고, 성곽연구에 좋은 자료가 되는 유적이다.

## 참고 자료
- 부안 백산성 - 국가유산청 국가유산포털
- 이 문서에는 다음커뮤니케이션(현 카카오)에서 GFDL 또는 CC-SA 라이선스로 배포한 글로벌 세계대백과사전의 내용을 기초로 작성된 글이 포함되어 있습니다.